# دنگ آکووت
دنگ آکووت (انگلیسی: Deng Acuoth؛ زادهٔ ۲۴ اکتبر ۱۹۹۶) بازیکن بسکتبال اهل سودان جنوبی است.